# Ткон
Ткон (хорв. Tkon, італ. Tucconio) — село і громада у Хорватії на острові Пашман в Адріатичному морі, в адміністративному підпорядкуванні Задарської жупанії. Найбільший населений пункт острова і порт поромного сполучення з Біоградом.

## Загальні відомості
Утворена в 1997 р. громада Ткон простягається на 15 км² суходолу, не включаючи моря, здебільшого в південно-східній частині острова Пашман (одна п'ята частина острова) і охоплює тринадцять дрібніших острівців, найбільші з яких Ґанґаро, Жіжань і Кошара, а найменший — Орліч.
У Тконі є чимало підприємств громадського харчування типу пивбар і ресторан.
Нинішнє населення — це на 98 % хорвати, переважно рибалки і рибоводи та трохи ремісників усіх видів. Самі сільчани називають свій населений пункт Кун, а себе Куняками і Кунянами.

## Історія
На місці рибальського села Ткон з давніх-давен жили іллірійці.
Під горою Чоковац, на якій височить бенедиктинський монастир, що колись володів 36 селами на материку від Задара до Скрадина, виникає село землеробів та рибалок, які впродовж століть стерегли вхід у Пашманський канал як частину шляху з Венеції до Святої Землі. Свого часу поселення було осереддям Попівського глаголичного братства і через це володіло деякою автономією від Венеції.
У Другій світовій війні німці спорудили тут укріплення, і союзники неодноразово піддавали острів бомбардуванню, внаслідок чого двадцятеро поселян загинуло і було пошкоджено парафіяльну церкву св. Хоми.

## Населення
Населення громади за даними перепису 2011 року становило 763 осіб.
Динаміка чисельності населення громади:

## Клімат
Середня річна температура становить 15,06°C, середня максимальна – 27,53°C, а середня мінімальна – 3,08°C. Середня річна кількість опадів – 791 мм.
| Клімат поселення                              | Клімат поселення | Клімат поселення | Клімат поселення | Клімат поселення | Клімат поселення | Клімат поселення | Клімат поселення | Клімат поселення | Клімат поселення | Клімат поселення | Клімат поселення | Клімат поселення | Клімат поселення |
| Показник                                      | Січ.             | Лют.             | Бер.             | Квіт.            | Трав.            | Черв.            | Лип.             | Серп.            | Вер.             | Жовт.            | Лист.            | Груд.            |                  |
| Середній максимум, °C                         | 11,46            | 11,73            | 13,68            | 17,00            | 21,69            | 25,52            | 27,53            | 27,24            | 22,97            | 19,47            | 14,62            | 11,64            |                  |
| Середня температура, °C                       | 7,26             | 7,56             | 9,49             | 12,80            | 17,51            | 21,33            | 24,43            | 24,14            | 19,86            | 16,36            | 11,52            | 8,53             |                  |
| Середній мінімум, °C                          | 3,08             | 3,37             | 5,31             | 8,61             | 13,32            | 17,14            | 21,29            | 21,00            | 16,76            | 13,24            | 8,39             | 5,41             |                  |
| Норма опадів, мм                              | 68               | 59               | 63               | 65               | 57               | 50               | 29               | 45               | 86               | 92               | 94               | 83               |                  |
| Середньомісячна швидкість вітру, м/с          | 2.98             | 3.09             | 3.22             | 3.10             | 2.68             | 2.49             | 2.50             | 2.39             | 2.60             | 2.73             | 3.33             | 3.21             |                  |
| Середньомісячна сонячна радіація, кДж/м²·день | 5165             | 7894             | 11622            | 16539            | 20743            | 23067            | 24534            | 21525            | 15906            | 10131            | 5606             | 4386             |                  |
| --------------------------------------------- | ---------------- | ---------------- | ---------------- | ---------------- | ---------------- | ---------------- | ---------------- | ---------------- | ---------------- | ---------------- | ---------------- | ---------------- | ---------------- |
| Джерело:                                      |                  |                  |                  |                  |                  |                  |                  |                  |                  |                  |                  |                  |                  |

## Відомі постаті
Анте Готовіна — найвідоміший хорватський генерал часів війни за незалежність, проживав у Тконі від народження до десятирічного віку, почесний громадянин Ткона.